# Fuente-Tójar
Fuente-Tójar – gmina w Hiszpanii, w prowincji Kordoba, w Andaluzji, o powierzchni 23,66 km². W 2011 roku gmina liczyła 746 mieszkańców.